# Graphium philonoe
Graphium philonoe is een vlinder uit de familie van de pages (Papilionidae). De wetenschappelijke naam van de soort is voor het eerst geldig gepubliceerd in 1873 door Christopher Ward.